# ماتئوش موراویه‌تسکی
ماتئوش موراویه‌تسکی یک سیاست‌مدار، مدیر، بانکدار، اقتصاددان، تاریخ‌دان و وکیل اهل لهستان است که بین سال‌های ۲۰۱۷ تا ۲۰۲۳ به‌عنوان نخست‌وزیر لهستان خدمت کرد. از سال ۲۰۰۷ تا ۲۰۱۵ مدیر بانک Bank Zachodni WBK بود.

## نخست‌وزیر
در تاریخ ۷ دسامبر ۲۰۱۷ موراویه‌تسکی به عنوان نخست‌وزیر لهستان انتخاب شد و در ۱۱ دسامبر سوگند یاد کرد.